# James F. O’Connor

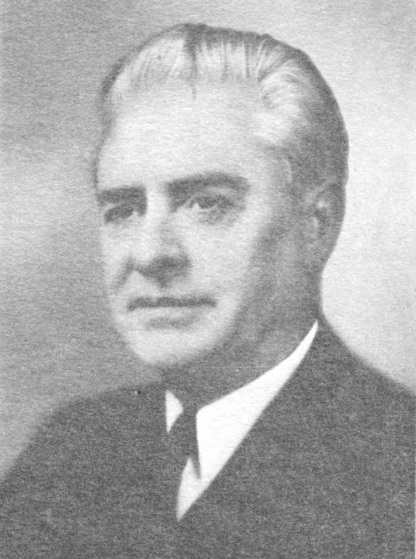
James F. O’Connor

James Francis O’Connor (* 7. Mai 1878 in California Junction, Harrison County, Iowa; † 15. Januar 1945 in Washington D.C.) war ein US-amerikanischer Politiker. Zwischen 1937 und 1945 vertrat er den Bundesstaat Montana im US-Repräsentantenhaus.

## Frühe Jahre
James O’Connor durchlief das reguläre Schulsystem von Iowa. Danach studierte er bis 1904 an der University of Nebraska Jura. Nach seiner Zulassung als Rechtsanwalt begann er in Livingston in Montana in seinem neuen Beruf zu arbeiten. In seiner neuen Heimat befasste sich O’Connor auch mit der Viehzucht und wurde auf dem Bankensektor tätig. Im Jahr 1912 wurde er Richter im Sechsten Juristischen Bezirk von Montana.

## Politische Laufbahn
O’Connor wurde Mitglied der Demokratischen Partei. Von 1917 bis 1918 war er Abgeordneter und Vorsitzender im Repräsentantenhaus von Montana und 1918 war er Berater der Bundeshandelskommission in Washington. Für einige Jahre war er auch Mitglied des Schulausschusses im Park County. Bei den Kongresswahlen des Jahres 1936 wurde er in das US-Repräsentantenhaus gewählt. Dort löste er am 4. März 1937 Roy E. Ayers ab. Nachdem er in den folgenden Jahren jeweils wiedergewählt wurde, behielt er sein Mandat im Kongress bis zu seinem Tod im Jahr 1945. Zwischenzeitlich war O’Connor Vorsitzender des Indianerausschusses. Sein Mandat fiel nach einer Nachwahl im Juni 1945 an Wesley A. D’Ewart.